# Jan Richard de Brueys

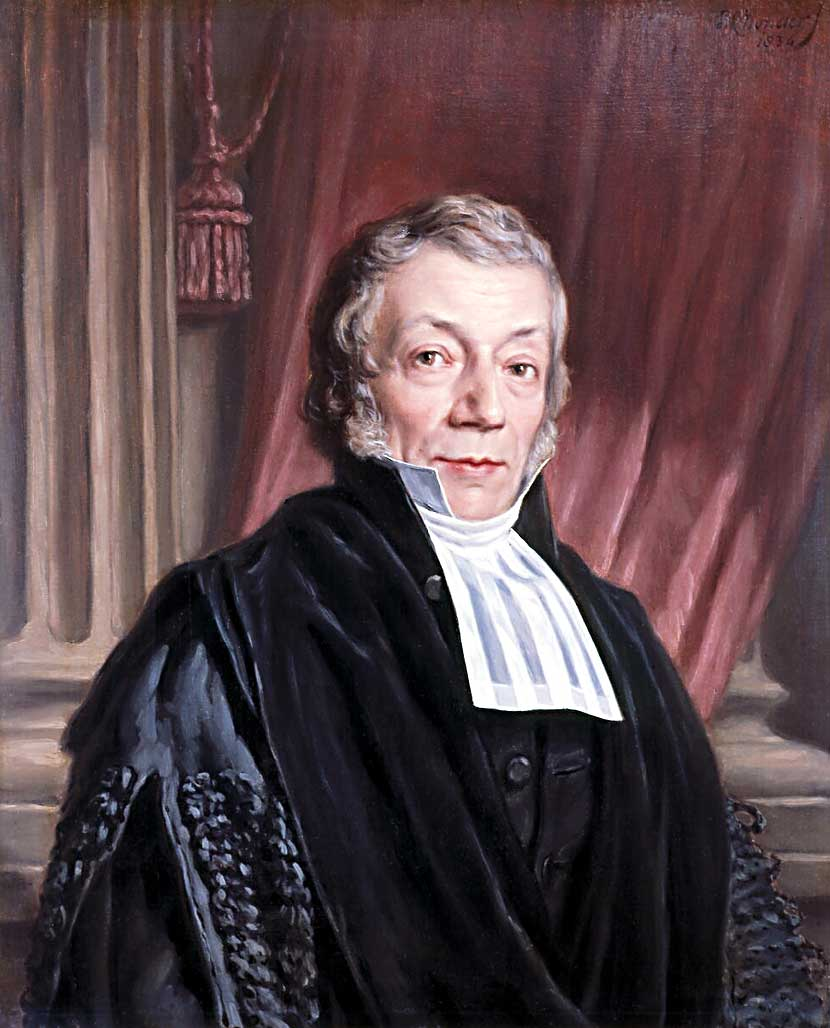
Janus Richardus de Brueys

Jan Richard de Brueys auch: Janus Richardus de Brueys (* 6. Juni 1778 in Den Haag; † 4. Februar 1848 in Utrecht) war ein niederländischer Rechtswissenschaftler.

## Leben
Jan Richard war der Sohn des Rats am Hof von Utrecht, sowie Mitglied des hohen Rats von Den Haag Benjamin de Brueys (* 6. Mai 1742 in Den Haag; † 22. August 1826 ebenda) und dessen erster Frau Cecilia Elisabeth van Beusekom (* 19. Februar 1753 in Den Haag; † 3. November 1786 ebenda). Nach dem Besuch des Gymnasiums in ’s-Hertogenbosch, immatrikulierte er sich am 6. Mai 1796 als Student der Literatur und Mathematik an der Universität Utrecht. Begeistert von den Vorlesungen Cornelis Willem de Rhoers über Natur-, Völker und Strafrecht, wendete er sich dem Studium der Rechtswissenschaften zu. Dieses Studium führte er fort, bis er am 16. Dezember 1801 mit der Arbeit De Usu, quem pro singulari populorum conditione, in regendis civium actionibus habere possunt poenae opinionis seu infamantes zum Doktor der Rechte promovierte.
Nachdem er zwei Jahre lang als Anwalt gearbeitet hatte, wurde er am 28. Juni 1803 Professor am Atheneum in Deventer und trat diese Aufgabe mit der Rede Pro iurisprudentia Romana, etiam post pereuntia ceterarum artium ac doctrinarum studia pristinum decus diu tuente an. 1806 erhielt er eine Berufung als Professor des Natur, Völker und Staatsrechts an die Universität Harderwijk, welche er ablehnte. Am 16. Oktober 1815 wurde er zum Professor der Staatshaushaltskunde an die juristische Fakultät der Universität Utrecht berufen, welche Aufgabe er am 18. Januar 1816 mit der Rede Oratio pro jurisprudentia Romana, etiam post pereuntia ceterarum artium ac doctrinarum studia, pristinum decus diu tuente antrat. Hier beteiligte er sich auch an den organisatorischen Aufgaben der Hochschule und war 1825–1826 Rektor der Alma Mater.

## Veröffentlichungen (Auswahl)
- Dissertatio juridica inauguralis, de usu, quem, pro singulari populorum conditione, in regendis civium actionibus habere possunt poenae opinionis seu infamantes. Utrecht 1801
- Oratio pro jurisprudentia Romana, etiam post pereuntia ceterarum artium ac doctrinarum studia, pristinum decus diu tuente. Deventer 1804 (Online)
- De jurisprudentia naturali, legum et judiciorum criminalium cultrice et emendatrice. Deventer 1808
- Redevoering ter nagedachtenis van den hoogleeraar Jan Otto Sluiter. Deventer 1815
- Oratio de maximo felicitatis incremento, quod Belgici cives a novo legum codice jure sperare possint. Utrecht 1816
- Verhandeling over de staatshuishoudkundige waarde van het werk, getiteld: Aanwijsing der heilsame politike gronden en maximen van de republike van Holland en West-Vriesland; voorgelezen in het Leesmuseum te Utrecht den 20 jan. 1825. Utrecht 1825
- Lets over de beginselen, waarop het Strafwetboek, in het jaar 1827 aan de Tweede Kamer der Staten-Generaal van het Koningrijk der Nederlanden overgegeven, rust. 1828
- Gedachten over graan-wetten met betrekking tot ons land. Utrecht 1835 (Online)